# Diou (Allier)
Diou település Franciaországban, Allier megyében. Lakosainak száma 1354 fő (2022. január 1.). Diou Dompierre-sur-Besbre, Pierrefitte-sur-Loire, Saint-Pourçain-sur-Besbre, Saligny-sur-Roudon, Gilly-sur-Loire és Saint-Aubin-sur-Loire községekkel határos.

## Népesség
A település népességének változása:
| Lakosok száma | 1602 | 1705 | 1553 | 1498 | 1491 | 1404 | 1398 | 1390 | 1373 | 1354 |
|               | 1968 | 1982 | 1999 | 2006 | 2011 | 2015 | 2017 | 2018 | 2020 | 2022 |